# Jacob Christensen
Jacob Christensen (Kopenhagen, 25 juni 2001) is een Deens voetballer die doorgaans als defensieve middenvelder speelt. In 2018 maakte hij bij FC Nordsjælland in de Deense Superligaen zijn debuut in het betaalde voetbal. Sinds juli 2023 staat hij onder contract bij het Duitse 1. FC Köln.

## Clubcarrière

### Jeugd
Christensen begon zijn voetbalcarrière bij AB Gladsaxe en maakte in 2013 op twaalfjarige leeftijd de overstap naar de jeugdopleiding van FC Nordsjælland. Op 22 augustus 2017 debuteerde hij in het hoogste jeugdelftal, de onder-19. In de met 0-3 gewonnen uitwedstrijd tegen de leeftijdsgenoten van Lyngby BK werd hij in de 63e minuut ingebracht door trainer Morten Karlsen. Op 7 april 2018 maakte hij zijn eerste doelpunt in deze leeftijdscategorie tijdens een met 1-2 verloren thuiswedstrijd tegen Aarhus GF. Christensen bracht zijn ploeg in de 36e minuut nog op gelijke hoogte, maar moest uiteindelijk toch een nederlaag incasseren. In het seizoen 2018/19 maakte hij de overstap naar de seniorenselectie, al speelde hij dat seizoen nog wel twee wedstrijden mee met de onder-19. 

### FC Nordsjælland
Christensen maakte op 18 juli 2017 als A-junior zijn debuut bij de senioren in het tweede elftal van FC Nordsjælland, onder leiding van trainer Søren Krogh. In de met 0–5 gewonnen uitwedstrijd tegen het tweede elftal van Odense BK viel hij in de 60e minuut in voor Tobias Mikkelsen. Gedurende het seizoen 2017/18 speelde hij in totaal vier wedstrijden voor het tweede elftal. 
Tijdens de voorbereiding op het seizoen 2018/19 maakte hij indruk op hoofdtrainer Kasper Hjulmand, wat hem een plek in de eerste selectie opleverde. Op 15 juli 2018 debuteerde hij in het betaald voetbal in de openingswedstrijd van het seizoen, een uitduel tegen Esbjerg fB. Hij kwam in de 73e minuut in het veld als vervanger van  Benjamin Tiedemann; de wedstrijd eindigde in 1–1. Enkele dagen later volgde zijn Europese debuut in een kwalificatiewedstrijd voor de Europa League. Christensen stond in de basis tijdens de met 2–1 gewonnen thuiswedstrijd tegen Cliftonville FC uit Noord-Ierland en speelde de volledige 90 minuten. Hoewel hij er dat seizoen niet in slaagde om een vaste basisspeler te worden, verlengde hij in oktober zijn contract tot medio 2021.
In zijn tweede seizoen (2019/20) kreeg Christensen met Flemming Pedersen een nieuwe hoofdtrainer. Onder diens leiding maakte hij verdere stappen in zijn ontwikkeling, mede doordat hij dat seizoen meer speelminuten kreeg. Op 31 augustus maakte hij zijn eerste doelpunt in het betaald voetbal, tijdens de met 2–1 gewonnen thuiswedstrijd tegen Hobro IK. In de 28e minuut zette hij zijn ploeg op een 1–0 voorsprong na een assist van Mathias Rasmussen. In het daaropvolgende seizoen (2020/21) groeide Christensen uit tot een vaste waarde in het elftal en stond hij in alle 28 competitiewedstrijden in de basis. In zijn vierde seizoen (2021/22) verloor hij aanvankelijk zijn basisplaats, maar wist hij zich in de loop van het seizoen weer terug te knokken in het team. 
Het seizoen 2022/23 was het meest succesvolle van Christensen bij de Deense club. In de reguliere competitie eindigde hij met FC Nordsjælland op de eerste plaats, maar in de kampioensplay-offs moest de ploeg genoegen nemen met de tweede plaats achter FC Kopenhagen. Ook in de Deense beker reikte Nordsjælland ver: in de halve finale bleek FC Kopenhagen over twee wedstrijden te sterk. Christensen droeg in die tweeluik zijn steentje bij. Na een 3–2 overwinning in de heenwedstrijd, maakte hij in de return zijn tweede doelpunt voor de club. In het met 5–3 verloren uitduel scoorde hij in de 66e minuut de 4–2. Op 4 juni speelde hij zijn laatste wedstrijd voor Nordsjælland, thuis tegen Viborg FF. Kort daarna maakte hij transfervrij de overstap naar het Duitse 1. FC Köln.

### 1. FC Köln
In de zomer van 2023 tekende Christensen een contract tot 2026 bij de club uit de deelstaat Noordrijn-Westfalen.  Op 14 augustus 2023 maakte hij zijn officiële debuut voor Die Geißböcke  in de eerste ronde van de  DFB-Pokal, tijdens de met 1–3 na verlenging gewonnen uitwedstrijd tegen VfL Osnabrück. Eind september liep hij, nog zonder een competitiewedstrijd te hebben gespeeld, tijdens een training een knieblessure op die hem tot januari aan de kant hield. Op 20 januari 2024 speelde Christensen zijn eerste competitiewedstrijd voor Köln. Trainer Timo Schultz bracht hem in het RheinEnergieStadion in de 74e minuut van de met 0–4 verloren thuiswedstrijd tegen Borussia Dortmund als vervanger van Florian Kainz. Na vier invalbeurten maakte hij op 13 april zijn basisdebuut in de thuiswedstrijd tegen Bayern München. Dat seizoen kwam hij in totaal tot 270 speelminuten, in een jaar waarin 1. FC Köln degradeerde naar de 2. Bundesliga.
Tijdens de voorbereiding op het seizoen 2024/25 sloeg het noodlot opnieuw toe: in een oefenwedstrijd tegen Udinese scheurde Christensen de kruisband in zijn linkerknie. Na een herstelperiode van acht maanden keerde hij begin april terug op het trainingsveld. In dat seizoen kwam hij niet meer in actie in officiële wedstrijden, waardoor hij moest toezien hoe 1. FC Köln na één seizoen terugkeerde naar de Bundesliga. In de zomer van 2025 maakte Christensen, na elf maanden blessureleed, zijn rentree tijdens een oefenwedstrijd tegen SV Bergisch Gladbach.

## Clubstatistieken
| Seizoen                      | Club                    | Competitie      | Competitie | Competitie | Beker | Beker | Internationaal | Internationaal | Overig | Overig | Totaal | Totaal |
| Seizoen                      | Club                    | Competitie      | Wed.       | Dlp.       | Wed.  | Dlp.  | Wed.           | Dlp.           | Wed.   | Dlp.   | Wed.   | Dlp.   |
| ---------------------------- | ----------------------- | --------------- | ---------- | ---------- | ----- | ----- | -------------- | -------------- | ------ | ------ | ------ | ------ |
| 2017/18                      | FC Nordsjælland Reserve | Reserveligaen   | 4*         | 0          | –     | –     | –              | –              | –      | –      | 4      | 0      |
| 2018/19                      | FC Nordsjælland         | Superligaen     | 22         | 0          | 1     | 0     | 5              | 0              | 3      | 0      | 31     | 0      |
| 2019/20                      | FC Nordsjælland         | Superligaen     | 32         | 1          | 1     | 0     | –              | –              | 1      | 0      | 34     | 1      |
| 2020/21                      | FC Nordsjælland         | Superligaen     | 29         | 0          | 2     | 0     | –              | –              | –      | –      | 31     | 0      |
| 2021/22                      | FC Nordsjælland         | Superligaen     | 27         | 0          | 2     | 0     | –              | –              | 7      | 0      | 36     | 0      |
| 2022/23                      | FC Nordsjælland         | Superligaen     | 30         | 0          | 7     | 1     | –              | –              | –      | –      | 37     | 1      |
| 2023/24                      | 1. FC Köln              | 2. Bundesliga   | 7          | 0          | 1     | 0     | –              | –              | 2      | 0      | 10     | 0      |
| Carrière totaal              | Carrière totaal         | Carrière totaal | 151        | 1          | 14    | 1     | 5              | 0              | 13**   | 0      | 183    | 2      |
| Bijgewerkt tot 19 april 2025 |                         |                 |            |            |       |       |                |                |        |        |        |        |

* In het seizoen 2017/18 kwam Christensen als A-junior vier keer in actie voor het tweede elftal; 
** In de seizoenen 2018/19, 2019/20 en 2021/22 kwam hij in totaal elf keer uit voor het tweede elftal van FC Nordsjælland. Daarnaast speelde hij in het seizoen 2023/24 twee wedstrijden voor het tweede elftal van 1. FC Köln in de Regionalliga West. 

## Interlandcarrière
Tussen 2017 en 2021 kwam Christensen uit voor verschillende Deense nationale jeugdelftallen, waarbij hij met Denemarken –17 deelnam aan een eindtoernooi. Hij speelde in totaal 27 jeugdinterlands zonder zelf te scoren. Tijdens deze wedstrijden stond hij onder meer samen met J Jens Odgaard, Andreas Skov Olsen, Peter Vindahl en Victor Jensen op het veld. 

### Deense jeugdelftallen
Op 21 mei 2017 maakte Christensen onder bondscoach Michael Pedersen zijn debuut voor Denemarken –16 in een oefenwedstrijd tegen leeftijdsgenoten uit Kosovo. Christensen kwam met Denemarken –17 in vijf van de zes kwalificatiewedstrijden voor het Europees kampioenschap 2018 in actie. Denemarken plaatste zich voor het eindtoernooi in Engeland, waarvoor Christensen werd geselecteerd. Tijdens het toernooi verloor Denemarken alle drie de poulewedstrijden tegen Bosnië en Herzegovina (2-3), Ierland (0-1) en België (0-1), waardoor het team vroegtijdig werd uitgeschakeld. Christensen speelde in alle drie de wedstrijden mee. 
Met Denemarken –19 wisten hij en zijn ploeggenoten zich niet te kwalificeren voor het Europees kampioenschap van 2019. Ze bereikten weliswaar de eliteronde, maar daar strandde hun weg naar het eindtoernooi in Armenië. Het volgende jaar werd het EK in Noord-Ierland  vanwege COVID-19-maatregelen geannuleerd.
| Jeugdinterlands van Jacob Christensen voor Denemarken () | Jeugdinterlands van Jacob Christensen voor Denemarken () | Jeugdinterlands van Jacob Christensen voor Denemarken () | Jeugdinterlands van Jacob Christensen voor Denemarken () | Jeugdinterlands van Jacob Christensen voor Denemarken () | Jeugdinterlands van Jacob Christensen voor Denemarken () |
| №                                                        | Datum                                                    | Wedstrijd                                                | Uitslag                                                  | Soort Wedstrijd                                          | Doelpunten                                               |
| Als speler bij Denemarken –16                            | Als speler bij Denemarken –16                            | Als speler bij Denemarken –16                            | Als speler bij Denemarken –16                            | Als speler bij Denemarken –16                            | Als speler bij Denemarken –16                            |
| -------------------------------------------------------- | -------------------------------------------------------- | -------------------------------------------------------- | -------------------------------------------------------- | -------------------------------------------------------- | -------------------------------------------------------- |
| 1.                                                       | 21 mei 2017                                              | Kosovo – Denemarken                                      | 1 – 1                                                    | Vriendschappelijk                                        |                                                          |
| 2.                                                       | 23 mei 2017                                              | Noord-Ierland – Denemarken                               | 3 – 0                                                    | Vriendschappelijk                                        |                                                          |
| 3.                                                       | 25 mei 2017                                              | Ierland – Denemarken                                     | 3 – 0                                                    | Vriendschappelijk                                        |                                                          |
| Als speler bij Denemarken –17                            |                                                          |                                                          |                                                          |                                                          |                                                          |
| 1.                                                       | 5 oktober 2017                                           | Denemarken – Duitsland                                   | 1 – 1                                                    | Vriendschappelijk                                        |                                                          |
| 2.                                                       | 25 oktober 2017                                          | Denemarken – Andorra                                     | 1 – 0                                                    | EK-kwalificatie 2018                                     |                                                          |
| 3.                                                       | 28 oktober 2017                                          | Denemarken – Schotland                                   | 0 – 0                                                    | EK-kwalificatie 2018                                     |                                                          |
| 4.                                                       | 21 maart 2018                                            | Denemarken – Oostenrijk                                  | 1 – 0                                                    | EK-kwalificatie 2018                                     |                                                          |
| 5.                                                       | 24 maart 2018                                            | Frankrijk – Denemarken                                   | 1 – 2                                                    | EK-kwalificatie 2018                                     |                                                          |
| 6.                                                       | 27 maart 2018                                            | Bosnië en Herzegovina – Denemarken                       | 1 – 0                                                    | EK-kwalificatie 2018                                     |                                                          |
| 7.                                                       | 5 mei 2018                                               | Denemarken – Bosnië en Herzegovina                       | 2 – 3                                                    | Europees kampioenschap 2018 (Poule)                      |                                                          |
| 8.                                                       | 8 mei 2018                                               | Ierland – Denemarken                                     | 1 – 0                                                    | Europees kampioenschap 2018 (Poule)                      |                                                          |
| 9.                                                       | 11 mei 2018                                              | België – Denemarken                                      | 1 – 0                                                    | Europees kampioenschap 2018 (Poule)                      |                                                          |
| Als speler bij Denemarken –19                            |                                                          |                                                          |                                                          |                                                          |                                                          |
| 1.                                                       | 10 oktober 2018                                          | Finland – Denemarken                                     | 0 – 0                                                    | EK-kwalificatie 2019                                     |                                                          |
| 2.                                                       | 13 oktober 2018                                          | Denemarken – Estland                                     | 3 – 0                                                    | EK-kwalificatie 2019                                     |                                                          |
| 3.                                                       | 16 oktober 2018                                          | Denemarken – Italië                                      | 0 – 1                                                    | EK-kwalificatie 2019                                     |                                                          |
| 4.                                                       | 19 november 2018                                         | Zwitserland – Denemarken                                 | 0 – 2                                                    | Vriendschappelijk                                        |                                                          |
| 5.                                                       | 27 februari 2019                                         | Noorwegen – Denemarken                                   | 1 – 2                                                    | Vriendschappelijk                                        |                                                          |
| 6.                                                       | 20 maart 2019                                            | Griekenland – Denemarken                                 | 2 – 2                                                    | EK-kwalificatie 2019                                     |                                                          |
| 7.                                                       | 26 maart 2019                                            | Engeland – Denemarken                                    | 2 – 2                                                    | EK-kwalificatie 2019                                     |                                                          |
| 8.                                                       | 16 april 2019                                            | Duitsland – Denemarken                                   | 2 – 5                                                    | Vriendschappelijk                                        |                                                          |
| 9.                                                       | 13 november 2019                                         | Finland – Denemarken                                     | 2 – 1                                                    | EK-kwalificatie 2020                                     |                                                          |
| 10.                                                      | 19 november 2019                                         | Denemarken – Frankrijk                                   | 1 – 0                                                    | EK-kwalificatie 2020                                     |                                                          |
| 11.                                                      | 3 september 2020                                         | Duitsland – Denemarken                                   | 1 – 2                                                    | Vriendschappelijk                                        |                                                          |
| 12.                                                      | 6 september 2020                                         | Duitsland – Denemarken                                   | 0 – 0                                                    | Vriendschappelijk                                        |                                                          |
| Als speler bij Denemarken –20                            |                                                          |                                                          |                                                          |                                                          |                                                          |
| 1.                                                       | 5 juni 2021                                              | Ierland – Denemarken                                     | 0 – 1                                                    | Vriendschappelijk                                        |                                                          |
| 2.                                                       | 8 juni 2021                                              | Denemarken – Argentinië                                  | 1 – 2                                                    | Vriendschappelijk                                        |                                                          |
| Als speler bij Denemarken –21                            |                                                          |                                                          |                                                          |                                                          |                                                          |
| 1.                                                       | 6 september 2019                                         | Denemarken – Hongarije                                   | 0 – 0                                                    | Vriendschappelijk                                        |                                                          |
| Bijgewerkt tot 19 april 2025                             |                                                          |                                                          |                                                          |                                                          |                                                          |

## Persoonlijk
Christensen staat bekend onder de bijnaam "Jaxe".